# Ptolemaios V Epifanes

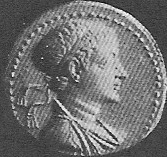
Ptolemaios V Epifanes

Ptolemaios V Epifanes ("den lysande"), kung i ptolemeiska riket 204-180 f.Kr., son till Ptolemaios IV Filopator och Arsinoe III, gift med Kleopatra I.
Vid sin fars död var Ptolemaios Epifanes endast fyra år gammal och stod under romarnas beskydd. Med deras bistånd nedslogs även ett farligt uppror 196 f.Kr. Det femte syriska kriget mot Antiochos III:s Seleukiderrike utkämpades under Ptolemaios regering, under kriget förlorades Palestina, som tidvis lytt under Egypten, för alltid.